# 河洞乡
河洞乡，是中华人民共和国江西省赣州市大余县下辖的一个乡镇级行政单位。

## 行政区划
河洞乡下辖以下地区：
河洞村、东江村、金坪村、长岭村和长炉村。